# Consejo de Estudiantes Europeos de Tecnología
BEST (siglas provenientes del inglés Board of European Students of Technology) es una asociación de estudiantes no gubernamental, de carácter apolítico y sin ánimo de lucro. BEST está formado por unos 3,800 voluntarios que son miembros de grupos locales de BEST repartidos en 95 universidades de carácter tecnológico a lo largo de 33 países.

## Objetivo
BEST se esfuerza por fomentar la diversidad desarrollando a estudiantes de tecnología a través de una educación complementaria, apoyo a la formación profesional y la participación en el sistema educativo europeo. Dando oportunidades a los estudiantes para reunirse y aprender los unos de los otros a través de eventos académicos o no académicos y de simposios sobre educación, BEST promueve el desarrollo de una conciencia más internacional y sin prejuicios, fomentando además la movilidad europea, las relaciones interculturales y la comunicación.

## Estructura

### Nivel internacional
A nivel internacional existe una junta directiva formada por 7 personas que se eligen cada año en una de las dos Asambleas Generales donde se reúnen representantes de todos los grupos locales. La principal tarea de la Junta Directiva Internacional es la coordinación global de BEST, sus organismos y programas, realizar las decisiones que se toman en las Asambleas Generales, promoción de los objetivos y el propósito de BEST y dar apoyo para asegurar la calidad de todas las actividades BEST. La Junta Directiva internacional incluye los siguientes puestos:
| Puesto                                       | Nombre             |
| -------------------------------------------- | ------------------ |
| Presidente                                   | Johannes Spaas     |
| Tesorero                                     | Mina Mitrovic      |
| Secretario                                   | Iosif Tsekos       |
| Vicepresidente de Recursos Humanos           | Nishtha Tiwari     |
| Vicepresidente de Proyectos                  | Luka Koscak        |
| Vicepresidente de Servicios                  | Jasper Rots        |
| Vicepresidente de Apoyo a los Grupos Locales | Suzanna Michailidi |

Además de la Junta Directiva Internacional, BEST tiene 10 departamentos internacionales que se ocupan de tareas y proyectos específicos en la organización:
| Departamento Internacional         | Descripción |
| ---------------------------------- | --- |
| Competitions Department            | La finalidad del Departamento de Competiciones es brindar apoyo y ayudar a desarrollar competiciones de ingeniería de alta calidad de acuerdo con las necesidades de BEST.                                                                                      |
| Corporate Relations Department     | El Departamento de Relaciones Corporativas apoya al Tesorero en el suministro de recursos de BEST Internacional para poder trabajar y alcanzar los objetivos de la organización.                                                                                |
| Design Department                  | El Departamento de Diseño se encarga de proporcionar materiales según las necesidades de BEST a fin de conservar y reforzar la imagen de BEST. |
| Educational Involvement Department | El objetivo del Departamento de Implicación Educacional de BEST es tanto fomentar la sensibilización de los estudiantes y su implicación en cuestiones educativas, como recoger sus aportaciones y difundirlas entre los interesados en una educación superior. |
| Grants Department                  | El Departamento de Subvenciones colabora con instituciones y fundaciones para garantizar apoyo financiero a BEST mediante subvenciones. |
| IT Department                      | El Departamento de Tecnología de la Información es el encargado de escuchar las necesidades informáticas de la organización, y la provee de recursos tecnológicos y servicios para ayudarla a conseguir sus objetivos.                                          |
| Membership Department              | El Departamento de Membresía brinda apoyo a los nuevos grupos locales de BEST que se fundan en Europa y a otros grupos pasando por situaciones difíciles. |
| Public Relations Department        | El Departamento de Relaciones Públicas supervisa, crea y mantiene la imagen externa de BEST. |
| Training Department                | El Departamento de Formación persigue que los miembros de BEST se cultiven y puedan contribuir a la organización de una manera efectiva, permitiendo que ésta logre sus objetivos a base de mantener y desarrollar el sistema de formación de BEST.             |
| Vivaldi Department                 | El objetivo del Departamento Vivaldi es supervisar y apoyar la organización de los eventos de BEST de acuerdo con el reglamento de la organización. |

### Nivel regional
A nivel regional, BEST está dividido en 11 regiones, cuyo objetivo es asegurar una mejor comunicación entre los niveles local e internacional. 

### Nivel local
BEST está formado por 94 grupos locales (en inglés, Local BEST groups o LBGs) en 32 países europeos y cada uno de ellos está asociado a una universidad diferente. Un grupo local de BEST es una asociación de miembros de BEST que son miembros de la misma universidad. Estos grupos son responsables de promocionar y organizar actividades de BEST en su universidad.
| País                | Universidades |
| ------------------- | --- |
| Alemania            | Universidad de Erlangen-Núremberg, Universidad Técnica de Aquisgrán (RWTH) |
| Austria             | Universidad de Tecnología de Graz, Universidad de Tecnología de Viena |
| Bélgica             | Université Libre de Bruxelles (ULB), Vrije Universiteit Brussel, Universiteit Gent, Universidad Católica de Lovaina, Katholieke Universiteit Leuven, Université de Liège |
| Bosnia-Herzegovina  | Universidad Džemal Bijedić de Mostar |
| Bulgaria            | Universidad Técnica de Sofía |
| Croacia             | Universidad de Zagreb |
| Dinamarca           | Universidad de Aalborg, Universidad Técnica de Dinamarca |
| Eslovaquia          | Universidad Eslovaca de Tecnología en Bratislava, Universidad Técnica de Košice |
| Eslovenia           | Universidad de Liubliana, Universidad de Maribor |
| España              | Universidad Politécnica de Cataluña, Universidad Carlos III de Madrid, Universidad Politécnica de Madrid, Universidad de Valladolid, Universidad de Las Palmas de Gran Canaria, Universidad Politécnica de Valencia                                                                 |
| Estonia             | Universidad Técnica de Tallin |
| Finlandia           | Universidad Aalto, Universidad Tecnológica de Tampere |
| Francia             | Arts et Métiers ParisTech (ENSAM), Institut polytechnique de Grenoble, Institut National des Sciences Appliquées (INSA), Institut National Polytechnique de Lorraine, École Centrale Paris, École Polytechnique, École nationale supérieure de techniques avancées (ENSTA), Supélec |
| Grecia              | Universidad Politécnica Nacional de Atenas, Universidad Técnica de Creta, Universidad de Patras, Universidad Aristóteles de Salónica,Universidad Demócrito de Tracia |
| Hungría             | Universidad de Tecnología y Economía de Budapest, Universidad de Panonia |
| Italia              | Universidad de Mesina, Politecnico di Milano, Universidad de Nápoles Federico II, Universidad de Roma La Sapienza, Universidad de Roma Tor Vergata, Politécnico de Turín |
| Letonia             | Universidad Técnica de Riga |
| Lituania            | Universidad de Tecnología de Kaunas |
| Macedonia del Norte | Universidad "St. Cirilo y Metodio" |
| Moldavia            | Universidad Técnica de Moldavia |
| Montenegro          | Universidad de Montenegro |
| Noruega             | Universidad Noruega de Ciencia y Tecnología |
| Países Bajos        | Universidad Técnica de Delft |
| Polonia             | Universidad de Ciencia y Tecnología AGH, Universidad Tecnológica de Gdansk, Universidad Politécnica de Silesia, Universidad Politécnica de Łódź, Universidad de Tecnología de Varsovia, Universidad de Tecnología de Breslavia                                                      |
| Portugal            | Universidad Nueva de Lisboa, Universidad de Coímbra, Universidad Técnica de Lisboa, Universidad de Oporto, Universidad de Aveiro, Universidad del Algarve |
| República Checa     | Universidad de Tecnología de Brno, Universidad Técnica Checa en Praga |
| Rumania             | Universidad Transilvania de Brașov, Universidad Politécnica de Bucarest, Universidad Técnica de Cluj-Napoca, Universidad Técnica Gheorghe Asachi de Iaşi, Universidad Politécnica de Timișoara                                                                                      |
| Rusia               | Universidad Federal de los Urales, Universidad Estatal de Transporte Ferroviario de los Urales, Universidad Técnica Estatal Bauman de Moscú, Universidad Politécnica Estatal de San Petersburgo                                                                                     |
| Serbia              | Universidad de Belgrado, Universidad de Novi Sad, Universidad de Niš |
| Suecia              | Universidad Tecnológica Chalmers, Universidad de Lund, Real Instituto de Tecnología (KTH), Universidad de Upsala |
| Turquía             | Universidad del Egeo, Universidad Politécnica de Estambul, Universidad Técnica de Medio Oriente (METU), Universidad Técnica Yıldız |
| Ucrania             | Politécnico de Lviv, Universidad Técnica Nacional de Zaporizhzhya, Instituto Politécnico de Kiev, Universidad Técnica Nacional de Vínnitsa |

## Actividades
La principal actividad de BEST es proveer de educación complementaria, dando un valor añadido a la educación recibida en las universidades. Además de esto, BEST trata de dar apoyo a las carreras de los estudiantes, poniéndolos en contacto con empresas que podrían estar interesadas en contratarlos, y de complementar la educación recibida, aumentando el interés de los estudiantes en cuestiones relacionadas con los estudios de ingeniería, y mejorar la formación recibida a través de las opiniones de estos estudiantes. Para hacer esto, BEST organiza multitud de eventos diferentes durante todo el año abiertos a toda la comunidad universitaria de las universidades en las que BEST está presente.

### Cursos de formación
Los cursos de formación son el centro de la actividad de BEST y pueden ser tanto cursos de tecnología como de habilidades relacionadas con el empleo. Estos eventos tienen una duración de entre una y dos semanas, uniendo a estudiantes de tecnología de toda Europa para estudiar una tecnología determinada. Sin embargo, mientras estas tecnologías son de una atractiva e innovadora naturaleza, mezclando diversas cuestiones de estudios de ingeniería, la educación en sí misma no es el único propósito de estos eventos: igualmente importante es el expandir horizontes, mejorando un entendimiento cultural y, en general, otorgando a estudiantes de tecnología europeos la posibilidad de tener una experiencia única por un bajo coste.
La calidad y la apertura de los Cursos BEST son importante, pues distinguen a BEST de otras organizaciones de estudiantes internacionales. Cualquier estudiante de ciencias o de tecnología de una universidad en la que existe un grupo local de BEST (LBG) puede solicitar cualquiera de las actividades de BEST anteriormente mencionadas, sin necesidad de llegar a ser miembro de BEST. De esta forma, BEST otorga un servicio a todos los estudiantes de las universidades asociadas. Además BEST tiene un estándar de calidad interno que los cursos deben seguir.
 En un curso, los participantes tendrán toda la comida, alojamiento, costes de transporte durante el curso, actividades culturales y un emocionante programa académico suministrados durante el curso. Casi todos los grupos locales de BEST organizan estos cursos cada año.

### Eventos sobre educación
Los eventos sobre educación son seminarios coordinados por el comité de Educación de BEST, los cuales duran unos 6 días en los que estudiantes y profesores de Europa debaten y reúnen y/o distribuyen conocimiento en temas específicos de interés para estudiantes de ingeniería en el campo de la educación. Esta categoría incluye eventos como el Foro de Académicos y Empresas de BEST (un evento en el que estudiantes, representantes de universidades y empresas se reúnen para debatir temas de actualidad en relación con la formación del ingeniero en la actualidad) y los Simposios sobre Educación (un evento en el que estudiantes de toda Europa se reúnen con representantes de universidades para debatir sobre temas y problemas relacionados con la formación del ingeniero en la actualidad).

### Competiciones de ingeniería

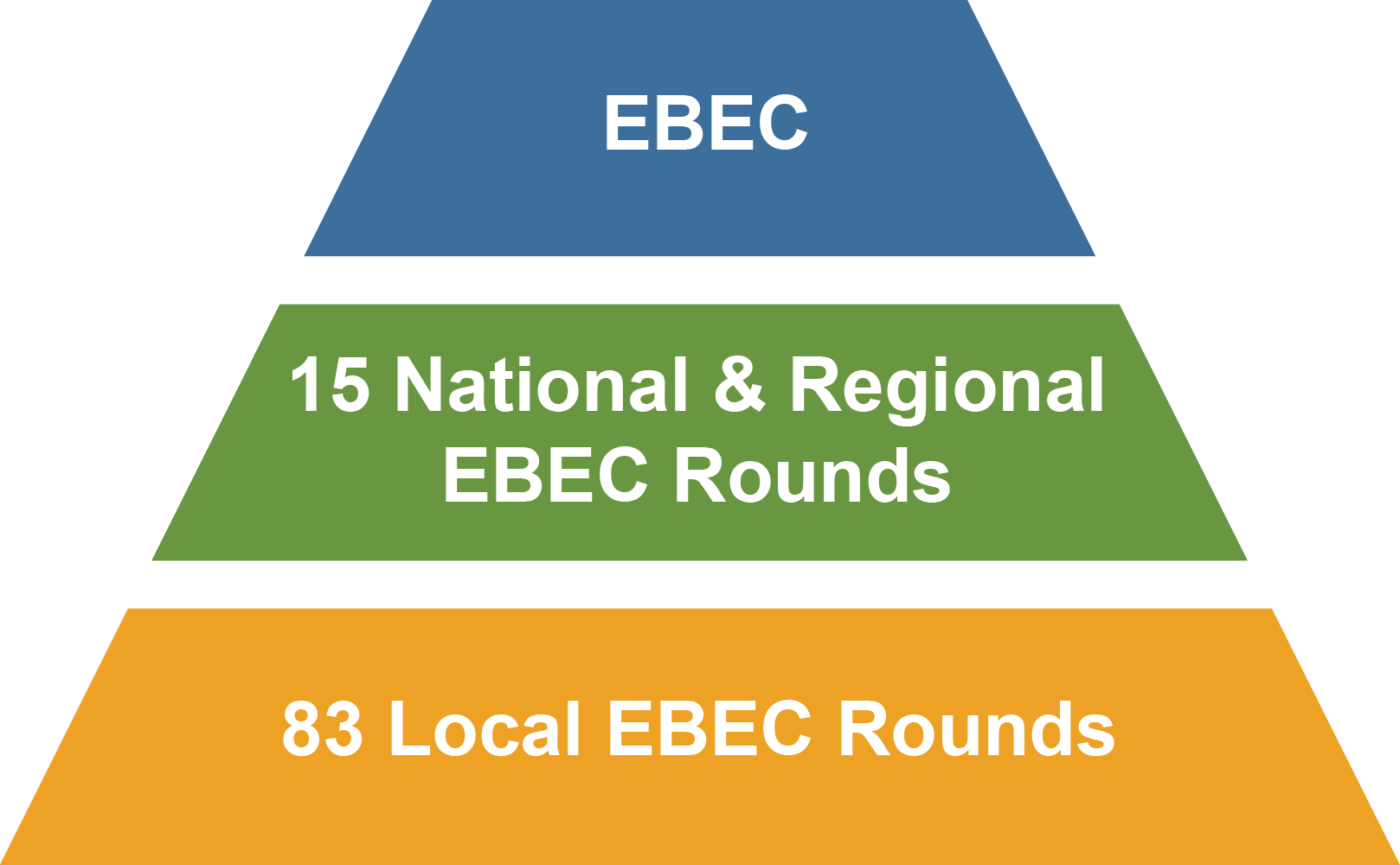
Estructura de la competición de ingeniería EBEC.

Las European BEST Engineering Competitions (EBEC) son eventos organizados en colaboración con un importante número de empresas europeas del campo tecnológico. Las empresas proponen un problema a resolver por equipos compuestos por los estudiantes participantes. Las competiciones suelen empezar con sesiones de formación, seguidas por varias rondas de competición. Así, los estudiantes tienen la oportunidad de consolidar sus habilidades como ingenieros. El propósito de la EBEC es complementar la formación teórica que los estudiantes reciben con algo más práctico. Los estudiantes podrán mejorar su conocimiento y acostumbrarse a pensar de manera constructiva y real, así como a tener otra visión más realista cuando se enfrentan a un problema.
Desde 2009, las competiciones locales de ingeniería se agrupan en un proyecto común donde los ganadores de esas competiciones pasan a la siguiente fase (Nacional o Regional), cuyos ganadores van a la final europea. En la última edición más de 5.000 estudiantes participaron en las rondas locales, 600 fueron los participantes de las rondas nacionales o regionales, y 104 estudiantes participaron en la final internacional.
En España se realizan rondas locales en los 6 grupos BEST, y la final nacional, en una de las universidades participantes, es organizada entre los grupos de España, y se conoce como EBEC Spain.

## Historia
La idea de BEST nació en mayo de 1987 en Estocolmo (Suecia) durante una conferencia de estudiantes europeos de Matemáticas y Física. Como resultado de esta conferencia, algunos estudiantes decidieron organizar una Semana Internacional cada 6 meses en un país distinto, durante la cual se fomentaría la interacción entre estudiantes de distintas partes de Europa.
La segunda Semana Internacional tuvo lugar en Grenoble, Francia, en marzo de 1988. A este encuentro acudieron estudiantes no sólo de Matemáticas y Física, sino también de otros campos. Seguidamente al encuentro en Grenoble, otra Semana Internacional se celebró en Eindhoven (Países Bajos). No obstante, el primer encuentro llevado a cabo exclusivamente por BEST fue en Berlín (Alemania), en abril de 1989. Allí se decidió que BEST tendría una Board, y que se celebrarían Asambleas Generales con el resto de miembros. A este encuentro acudieron delegados de universidades de varias partes de Europa: Barcelona, Berlín, Bologna, Budapest, Eindhoven, Grenoble, Helsinki, Lisboa, Ljubljana, Londres, Louvain-la-Neuve, París, Estocolmo, Trondheim, Turín, Viena, Varsovia y Zúrich.
En este encuentro se fundó oficialmente BEST, con el objetivo de promover intercambios y comunicación entre estudiantes europeos de tecnología. En noviembre de 1990, en el encuentro de Budapest, nació el Programa de Verano: 2 semanas de cursos por toda Europa. En el verano de 1991, se realizaron 13 cursos de verano. En los primeros 3 años el programa TEMPUS de la Unión Europea dio apoyo el Programa de Verano.
La asociación continuó creciendo, se fueron uniendo más miembros, y fueron apareciendo más proyectos. Durante la XIV Asamblea General en Tallin (Estonia) se decidió que BEST debía solicitar, junto con CASAER y SEFI para establecer la red temática H3E bajo el programa de la Comunidad europea SOCRATES. Este red temática se estableció oficialmente en septiembre de 1996 para trabajar en el futuro de la formación del ingeniero. Esto hizo de H3E la primera red temática donde los estudiantes participaban como colaboradores iguales.
Durante la XV Asamblea General en Bélgica, BEST inició una asociación con la organización alemana de estudiantes bonding Studenteninitiative e.V, así reconociendo las actividades de la otra parte y creando un marco de cooperación. Desde 2002, BEST también colabora con la Canadian Federation of Engineering Students (CFES). Y desde comienzos de 2010, Association des États Généraux des Étudiants de l'Europe (AEGEE) es también una organización asociada de BEST.
La cooperación con bonding y CFES ha facilitado y dado lugar a la construcción de dos importantes partes de BEST: junto a bonding la organización desarrolló un sistema interno de formación, y con CFES se desarrolló el concepto de las Competición de Ingeniería.
En 2005, después de un largo proceso, la estructura internacional de BEST fue completamente cambiada con el objetivo de otorgar una mayor eficiencia y servir mejor a la asociación: internamente (plataforma de IT, sistema de formación, estrategia de promoción común), externamente (solicitudes de los eventos BEST, participación en la educación), y financieramente (colaboraciones con empresas). Finalmente en 2007, en la Reunión de Presidentes en Valladolid, los Grupos Locales de BEST decidieron tener en común una Imagen Corporativa para BEST.
En 2009, BEST celebró su 20º aniversario y para en esta ocasión, se escribió un libro con la historia de BEST.

## Organizaciones asociadas
BEST colabora con otras 4 organizaciones de estudiantes:
- bonding-studenteninitiative e.V.[12] (de Alemania, desde 1997)
- Canadian Federation of Engineering students[9] (de Canadá, desde 2004)
- Association des États Généraux des Étudiants de l'Europe (AEGEE)[13] (desde 2010)
- European Students of Industrial Engineering and Management (ESTIEM)[14] (desde 2011)

BEST también representa a sus estudiantes en algunas redes temáticas, por ejemplo:
- Sputnic[15]
- VM-Base[16]
- TREE[17]
- EIE-Surveyor[18]

BEST es miembro de las siguientes organizaciones involucradas en la Educación de la Ingeniería:
- SEFI
- EFEES[19]
- FEANI[20]